# Élections régionales de 1983 en Rhénanie-Palatinat
Les élections régionales de 1983 en Rhénanie-Palatinat (en allemand : Landtagswahl in Rheinland-Pfalz 1983) se tiennent le 6 mars 1983, afin d'élire les 100 députés de la 10e législature du Landtag pour un mandat de quatre ans.
Le scrutin est marqué par une nouvelle victoire de la CDU, qui renforce sa majorité absolue acquise en 1971. Le ministre-président Bernhard Vogel est alors investi pour un troisième mandat.

## Contexte
Aux élections régionales du 18 mars 1969, la CDU du ministre-président Bernhard Vogel confirme de justesse sa majorité absolue pour la deuxième fois consécutive. Elle réunit 50,1 % des voix, ce qui lui donne 51 députés sur 100.
Principale force de l'opposition depuis 30 ans, le SPD est emmené par l'ancien ministre fédéral de l'Éducation Klaus von Dohnanyi. Il totalise 42,3 % des suffrages exprimés, établissant à l'époque son record régional, et 43 parlementaires. Le FDP de Hans-Otto Scholl est la troisième et dernier parti à entrer au Landtag après avoir recueilli 6,4 % des voix et six sièges.
Vogel est ensuite investi pour un deuxième mandat et forme un cabinet monocolore.
De son côté, Dohnanyi est élu président régional du SPD mais renonce à prendre possession de son mandat au Landtag et préfère continuer de siéger au Bundestag. Il renonce à son engagement politique en Rhénanie-Palatinat en 1981, après avoir été investi premier bourgmestre de Hambourg. Le député régional Hugo Brandt prend alors sa suite comme responsable du parti dans le Land.
La même année, le député régional Hans-Günther Heinz prend la présidence régionale du FDP et succède à Hans-Otto Scholl, qui conclut sept ans de mandat.

## Mode de scrutin
Le Landtag est constitué de 100 députés (en allemand : Mitglied des Landtags, MdL), élus pour une législature de quatre ans au suffrage universel direct et suivant le scrutin proportionnel d'Hondt.
Lors du scrutin, chaque électeur vote pour une liste de candidats présentée par un parti ou un groupe de citoyens dans sa circonscription, le Land en comptant un total de quatre dont la représentation varie entre 24 et 26 parlementaires.
Lors du dépouillement, l'intégralité des 100 sièges est répartie en fonction des voix attribuées aux partis, à condition qu'un parti ait remporté 5 % des voix au niveau du Land.

## Campagne

### Principales forces
| Parti | Parti                                                                              | Chef de file                        | Résultats de 1979          |
| ----- | ---------------------------------------------------------------------------------- | ----------------------------------- | -------------------------- |
|       | Union chrétienne-démocrate d'Allemagne Christlich Demokratische Union Deutschlands | Bernhard Vogel (Ministre-président) | 50,1 % des voix 51 députés |
|       | Parti social-démocrate d'Allemagne Sozialdemokratische Partei Deutschlands         | Hugo Brandt                         | 42,3 % des voix 43 députés |
|       | Parti libéral-démocrate Freie Demokratische Partei                                 | Hans-Günther Heinz                  | 6,4 % des voix 6 députés   |

## Résultats

### Voix et sièges
| Parti                             | Parti                                        | Voix      | Voix  | Sièges  | Sièges        | Sièges | Sièges | Sièges |
| Parti                             | Parti                                        | Votes     | %     | Députés | +/-           |        |        |        |
| --------------------------------- | -------------------------------------------- | --------- | ----- | ------- | ------------- | ------ | ------ | ------ |
|                                   | Union chrétienne-démocrate d'Allemagne (CDU) | 1 306 090 | 51,92 | 57      | 6             |        |        |        |
|                                   | Parti social-démocrate d'Allemagne (SPD)     | 995 795   | 39,59 | 43      | en stagnation |        |        |        |
|                                   | Les Verts (Grünen)                           | 113 809   | 4,52  | 0       | en stagnation |        |        |        |
|                                   | Parti libéral-démocrate (FDP)                | 88 289    | 3,51  | 0       | 6             |        |        |        |
|                                   | Parti communiste allemand (DKP)              | 4 940     | 0,20  | 0       | en stagnation |        |        |        |
|                                   | Parti national-démocrate d'Allemagne (NPD)   | 3 656     | 0,15  | 0       | en stagnation |        |        |        |
|                                   | Autres                                       | 2 814     | 0,11  | 0       | en stagnation |        |        |        |
|                                   |                                              |           |       |         |               |        |        |        |
| Votes valides                     | Votes valides                                | 2 515 393 | 98,96 |         |               |        |        |        |
| Votes blancs et nuls              | Votes blancs et nuls                         | 26 441    | 1,04  |         |               |        |        |        |
| Total                             | Total                                        | 2 541 834 | 100   | 100     | en stagnation |        |        |        |
| Abstentions                       | Abstentions                                  | 269 879   | 9,60  |         |               |        |        |        |
| Nombre d'inscrits / participation | Nombre d'inscrits / participation            | 2 811 713 | 90,40 |         |               |        |        |        |